# Холмс, Кэти
Кейт Ноэ́л «Кэти» Холмс (англ. Kate Noelle «Katie» Holmes, род. 18 декабря 1978 года, Толидо, Огайо, США) — американская актриса кино и телевидения.

## Биография
Кэти Холмс родилась в городе Толидо (Огайо). Была самым младшим, пятым ребёнком в семье. У неё три сестры и брат. Отец — адвокат, специализировавшийся на бракоразводных процессах. У Кэти есть английские, ирландские и немецкие корни. В четырнадцать лет Кэти Холмс начала посещать модельную школу. В 1996 году, прочитав монолог из романа «Убить пересмешника», получила роль в фильме Энга Ли «Ледяной ветер». В 1997 году была приглашена в телесериал «Баффи — истребительница вампиров», однако отказалась, поскольку ей нужно было окончить учёбу. Тем не менее, уже в следующем году прошла пробы на главную роль в телесериал «Бухта Доусона», в котором снималась до 2003 года. Именно роль в этом сериале принесла ей известность.
Первую главную роль в кино сыграла в 1999 году в фильме «Убить миссис Тингл». Самый известный кинофильм, в котором Кэти Холмс сыграла одного из главных персонажей — это фильм Кристофера Нолана «Бэтмен: Начало». Однако в продолжении, фильме «Тёмный рыцарь», Кэти не участвовала. Её заменила Мэгги Джилленхол.
В 2022 году на экраны вышел фильм «Одиноки вместе», в котором Холмс стала не только исполнительницей главной роли, но и режиссёром и автором сценария.

## Личная жизнь

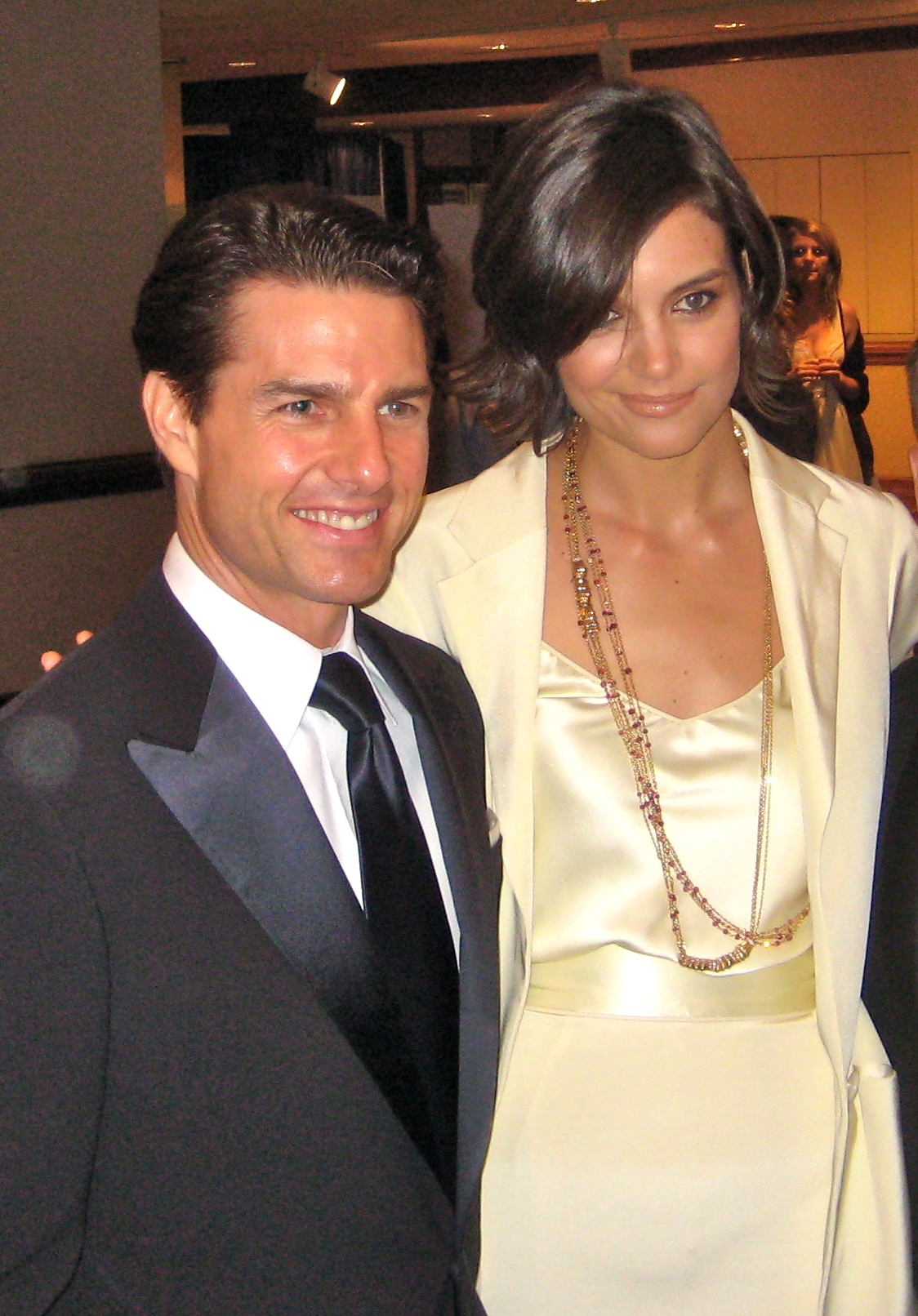
Том Круз и Кэти Холмс в мае 2009 года

Во время съёмок в сериале «Бухта Доусона» (первый и часть второго сезона) встречалась с партнёром по сериалу Джошуа Джексоном. Затем, с 2000 года, начала встречаться с Крисом Клейном. В 2003 году они обручились, однако в начале 2005 года расстались. Уже в апреле 2005 года Кэти Холмс впервые появилась на публике с Томом Крузом. Через год, 18 апреля 2006 года, родилась их дочь Сури. Поженились они 18 ноября 2006 года в Италии.
29 июня 2012 года было объявлено, что Холмс подала на развод, и она будет добиваться единоличной опеки над их дочерью Сури. 9 июля 2012 года между бывшими супругами было подписано соглашение о разводе, согласно которому Кэти получила полную единоправную опеку над Сури, и она будет жить с Кэти в Нью-Йорке. 20 августа 2012 года развод был официально завершён.
После развода с Крузом, который является сторонником церкви саентологии, Холмс вернулась к католической церкви.

## Фильмография
| Год       |    | Русское название                      | Оригинальное название                 | Роль                           |
| --------- | -- | ------------------------------------- | ------------------------------------- | ------------------------------ |
| 1997      | ф  | Ледяной ветер                         | The Ice Storm                         | Либбетс Кейси                  |
| 1998      | ф  | Непристойное поведение                | Disturbing Behavior                   | Рэйчел Вагнер                  |
| 1998—2003 | с  | Бухта Доусона                         | Dawson’s Creek                        | Джоуи Поттер                   |
| 1999      | ф  | Экстази                               | Go                                    | Клэр Монтгомери                |
| 1999      | ф  | Маппет-шоу из космоса                 | Muppets from Space                    | Джоуи Поттер                   |
| 1999      | ф  | Убить миссис Тингл                    | Teaching Mrs. Tingle                  | Ли Энн Уотсон                  |
| 2000      | ф  | Вундеркинды                           | Wonder Boys                           | Ханна Грин                     |
| 2000      | ф  | Дар                                   | The Gift                              | Джессика Кинг                  |
| 2002      | ф  | Покинутая                             | Abandon                               | Кэти Берке                     |
| 2002      | ф  | Телефонная будка                      | Phone Booth                           | Памела «Пэм» Макфадден         |
| 2003      | ф  | Поющий детектив                       | The Singing Detective                 | сестра Миллс                   |
| 2003      | ф  | Праздник Эйприл                       | Pieces of April                       | Эйприл Бёрнс                   |
| 2004      | ф  | Первая дочь                           | First Daughter                        | Саманта Маккензи               |
| 2005      | ф  | Бэтмен: Начало                        | Batman Begins                         | Рэйчел Доуз                    |
| 2005      | ки | Batman Begins                         | Batman Begins                         | Рэйчел Доуз                    |
| 2005      | ф  | Здесь курят                           | Thank You for Smoking                 | Хизер Холлоуэй                 |
| 2008      | ф  | Шальные деньги                        | Mad Money                             | Джеки Труман                   |
| 2008      | с  | Элай Стоун                            | Eli Stone                             | Грэйс Фюллер                   |
| 2010      | ф  | Романтики                             | The Romantics                         | Лаура Росен                    |
| 2010      | ф  | Экстрамен                             | The Extra Man                         | Мэри Пауэлл                    |
| 2010      | ф  | Не бойся темноты                      | Don’t Be Afraid of the Dark           | Ким                            |
| 2011      | ф  | Опасный квартал                       | The Son of No One                     | Керри Уайт                     |
| 2011      | ф  | Такие разные близнецы                 | Jack and Jill                         | Эрин                           |
| 2011      | с  | Клан Кеннеди                          | The Kennedys                          | Жаклин Кеннеди                 |
| 2011      | с  | Как я встретил вашу маму              | How I Met Your Mother                 | Наоми                          |
| 2013      | ф  | Дни и ночи                            | Days and Nights                       | Алекс                          |
| 2014      | ф  | Мисс Медоуз                           | Miss Meadows                          | мисс Медоуз                    |
| 2014      | ф  | Посвящённый                           | The Giver                             | мать Джонаса                   |
| 2015      | ф  | Женщина в золоте                      | Woman in Gold                         | Пэм Шонберг                    |
| 2015      | ф  | Прикосновение огнём                   | Touched with Fire                     | Карла                          |
| 2015      | с  | Рэй Донован                           | Ray Donovan                           | Пейдж Финни                    |
| 2016      | ф  | Всё, что у нас было                   | All We Had                            | Рита Кармайкл                  |
| 2017      | ф  | Происшествие монументального масштаба | A Happening of Monumental Proportions | парамедик                      |
| 2017      | ф  | Удача Логана                          | Logan Lucky                           | Бобби Джо Логан Чапман         |
| 2017      | с  | Клан Кеннеди: После Камелота          | The Kennedys: After Camelot           | Жаклин «Джеки» Кеннеди Онассис |
| 2018      | ф  | Дорогой диктатор                      | Dear Dictator                         | Дарлин Миллс                   |
| 2018      | ф  | 8 подруг Оушена                       | Ocean’s Eight                         | камео                          |
| 2019      | ф  | Кода                                  | Coda                                  | Хелен Моррисон                 |
| 2020      | ф  | Кукла 2: Брамс                        | Brahms: The Boy II                    | Лиза                           |
| 2020      | ф  | Секрет                                | Secret: Dare to Dream                 | Миранда Уэллс                  |
| 2022      | ф  | Одиноки вместе                        | Alone Together                        | Джун                           |
| 2023      | ф  | Мелочи жизни                          | Rare Objects                          | Диана Ван дер Лаар             |
| 2025      | с  | Покерфейс                             | Poker Face                            | Грета                          |